# Макце
Макце је насеље у Србији у општини Велико Градиште у Браничевском округу. Према попису из 2022. било је 666 становника.

## Прошлост
У месту је тридесетих година 19. века био парох, поп Недељко Петровић, отац Наталије Петровић Каравелове и Настаса Петровића професора Велике школе у Београду и истакнутог јавног и културног радника.
Макце је чувено житарско село у плодном Стигу. Ту се користи 1888. године једна вршаћа машина коју покрећу коњи. Мештани су вредни а село напредно, које дуги низ година учествује у раду "Српског пољопривредног друштва". Године 1934. у месту је подружница "Српског Пољопривредног друштва" са 18 чланова, а две године раније било их је чак 38.
Село има основну школу, у којој 1880. године почиње рад учитељ Ђорђе Живковић. Дамњан Тодоровић је постављен у Макцу 1884. године. А 1887. године ту је премештен за учитеља, заступник (приправник) Милић Поповић, из Петровца. Године 1896. ту је четвороразредна школа са 101 ђаком. Миливоје Ђорђевић је учио сеоску децу 1899. године.
У општини Чешљеборској је крајем 19. века било седам села. Једно од њих је Макце са више од 1.500 становника. У међувремену је дошло израженом вољом мештана до реорганизације. Године 1901. у сада властитој општини Макачкој је поред седишта Макца и Дољашница.

## Демографија
У насељу Макце сада живи 793 пунолетна становника, а просечна старост становништва износи 44,1 година (42,0 код мушкараца и 46,1 код жена). У насељу има 263 домаћинства, а просечан број чланова по домаћинству је 3,71.
Ово насеље је великим делом насељено Србима (према попису из 2002. године).
|  |

| Демографија | Демографија | Демографија |
| Година      | Становника  | Становника  |
| ----------- | ----------- | ----------- |
| 1948.       | 1.837       |             |
| 1953.       | 1.852       |             |
| 1961.       | 1.805       |             |
| 1971.       | 1.624       |             |
| 1981.       | 1.519       |             |
| 1991.       | 1.282       | 1.101       |
| 2002.       | 975         | 1.197       |
| 2011.       | 820         |             |

| Етнички састав према попису из 2002.‍ | Етнички састав према попису из 2002.‍ | Етнички састав према попису из 2002.‍ | Етнички састав према попису из 2002.‍ | Етнички састав према попису из 2002.‍ |
| ------------------------------------ | ------------------------------------ | ------------------------------------ | ------------------------------------ | ------------------------------------ |
|                                      |                                      |                                      |                                      |                                      |
| Срби                                 | Срби                                 |                                      | 963                                  | 98,76%                               |
| Румуни                               | Румуни                               |                                      | 4                                    | 0,41%                                |
| Власи                                | Власи                                |                                      | 2                                    | 0,20%                                |
| Хрвати                               | Хрвати                               |                                      | 1                                    | 0,10%                                |
| Украјинци                            | Украјинци                            |                                      | 1                                    | 0,10%                                |
| непознато                            | непознато                            |                                      | 1                                    | 0,10%                                |

| Година пописа     | 1948. | 1953. | 1961. | 1971. | 1981. | 1991. | 2002. |
| ----------------- | ----- | ----- | ----- | ----- | ----- | ----- | ----- |
| Број домаћинстава | 384   | 382   | 381   | 346   | 320   | 299   | 263   |

| Број чланова      | 1  | 2  | 3  | 4  | 5  | 6  | 7  | 8 | 9 | 10 и више | Просек |
| ----------------- | -- | -- | -- | -- | -- | -- | -- | - | - | --------- | ------ |
| Број домаћинстава | 41 | 57 | 37 | 28 | 41 | 33 | 16 | 9 | 0 | 1         | 3,71   |

| Пол    | Укупно | Неожењен/Неудата | Ожењен/Удата | Удовац/Удовица | Разведен/Разведена | Непознато |
| ------ | ------ | ---------------- | ------------ | -------------- | ------------------ | --------- |
| Мушки  | 381    | 63               | 275          | 39             | 3                  | 1         |
| Женски | 432    | 41               | 272          | 96             | 21                 | 2         |
| УКУПНО | 813    | 104              | 547          | 135            | 24                 | 3         |

| Пол    | Укупно                    | Пољопривреда, лов и шумарство | Рибарство                            | Вађење руде и камена | Прерађивачка индустрија       |
| ------ | ------------------------- | ----------------------------- | ------------------------------------ | -------------------- | ----------------------------- |
| Мушки  | 220                       | 141                           | 0                                    | 2                    | 5                             |
| Женски | 172                       | 140                           | 0                                    | 0                    | 3                             |
| УКУПНО | 392                       | 281                           | 0                                    | 2                    | 8                             |
| Пол    | Производња и снабдевање   | Грађевинарство                | Трговина                             | Хотели и ресторани   | Саобраћај, складиштење и везе |
| Мушки  | 1                         | 9                             | 21                                   | 1                    | 4                             |
| Женски | 0                         | 0                             | 6                                    | 1                    | 1                             |
| УКУПНО | 1                         | 9                             | 27                                   | 2                    | 5                             |
| Пол    | Финансијско посредовање   | Некретнине                    | Државна управа и одбрана             | Образовање           | Здравствени и социјални рад   |
| Мушки  | 0                         | 12                            | 3                                    | 2                    | 5                             |
| Женски | 0                         | 1                             | 0                                    | 6                    | 7                             |
| УКУПНО | 0                         | 13                            | 3                                    | 8                    | 12                            |
| Пол    | Остале услужне активности | Приватна домаћинства          | Екстериторијалне организације и тела | Непознато            | Непознато                     |
| Мушки  | 2                         | 0                             | 0                                    | 12                   | 12                            |
| Женски | 0                         | 0                             | 0                                    | 7                    | 7                             |
| УКУПНО | 2                         | 0                             | 0                                    | 19                   | 19                            |